# Volkonskoíta
La volkonskoíta es un mineral de la clase de los filosilicatos, y dentro de esta pertenece al llamado “grupo de la esmectita”. Fue descubierta en 1830 en el Krai de Perm, en los montes Urales (Rusia), siendo nombrada así en honor de Petr M. Volkonskoi, ministro de la corte rusa mecenas de las ciencias naturales. Un sinónimo poco usado es wolchonskoíta.

## Características químicas
Es un aluminosilicato hidroxilado e hidratado de calcio, cromo y magnesio, que cristaliza como filosilicato en el sistema cristalino monoclínico. Además de los elementos de su fórmula, suele llevar como impurezas: titanio, manganeso, sodio, potasio, carbono y fósforo.

## Formación y yacimientos
Es un mineral de formación epigenética en rocas areniscas, conglomerados y lechos rojos, que en yacimientos de Rusia aparece rellenando comúnmente huecos de la descomposición de la materia orgánica, mientras que en yacimientos de Bulgaria se forma como producto de la alteración a la intemperie de rocas serpentinitas. Suele encontrarse asociado a otros minerales como: clorita, tridimita u otros minerales del grupo de la clorita.